# Réserve naturelle nationale du Plan de Tuéda
La réserve naturelle nationale du Plan de Tuéda (RNN100) est une réserve naturelle nationale de France située en Auvergne-Rhône-Alpes, dans le massif de la Vanoise, en limite ouest du parc national de la Vanoise. Classée en 1990, elle occupe une surface de 1 113 hectares et protège un milieu naturel exceptionnel présentant une faune diversifiée.

## Localisation

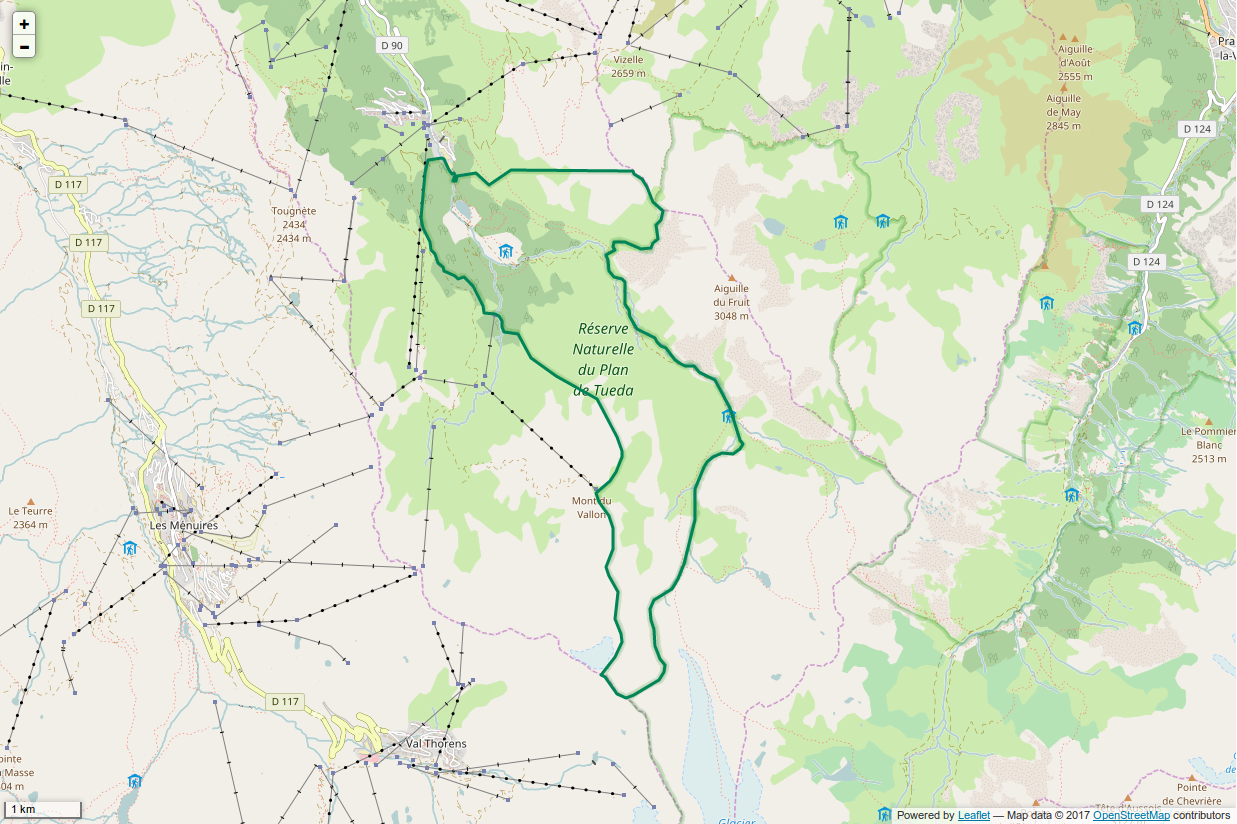
Périmètre de la réserve naturelle.

Le territoire de la réserve naturelle se trouve sur la commune des Allues en Savoie entre 1 650 mètres et 3 153 mètres d'altitude. Accolé en limite ouest du parc national de la Vanoise, il s'étend du lac de Tuéda en aval au glacier de Gébroulaz en amont, en passant par le refuge du Saut, sur les deux rives du Doron des Allues.

## Histoire

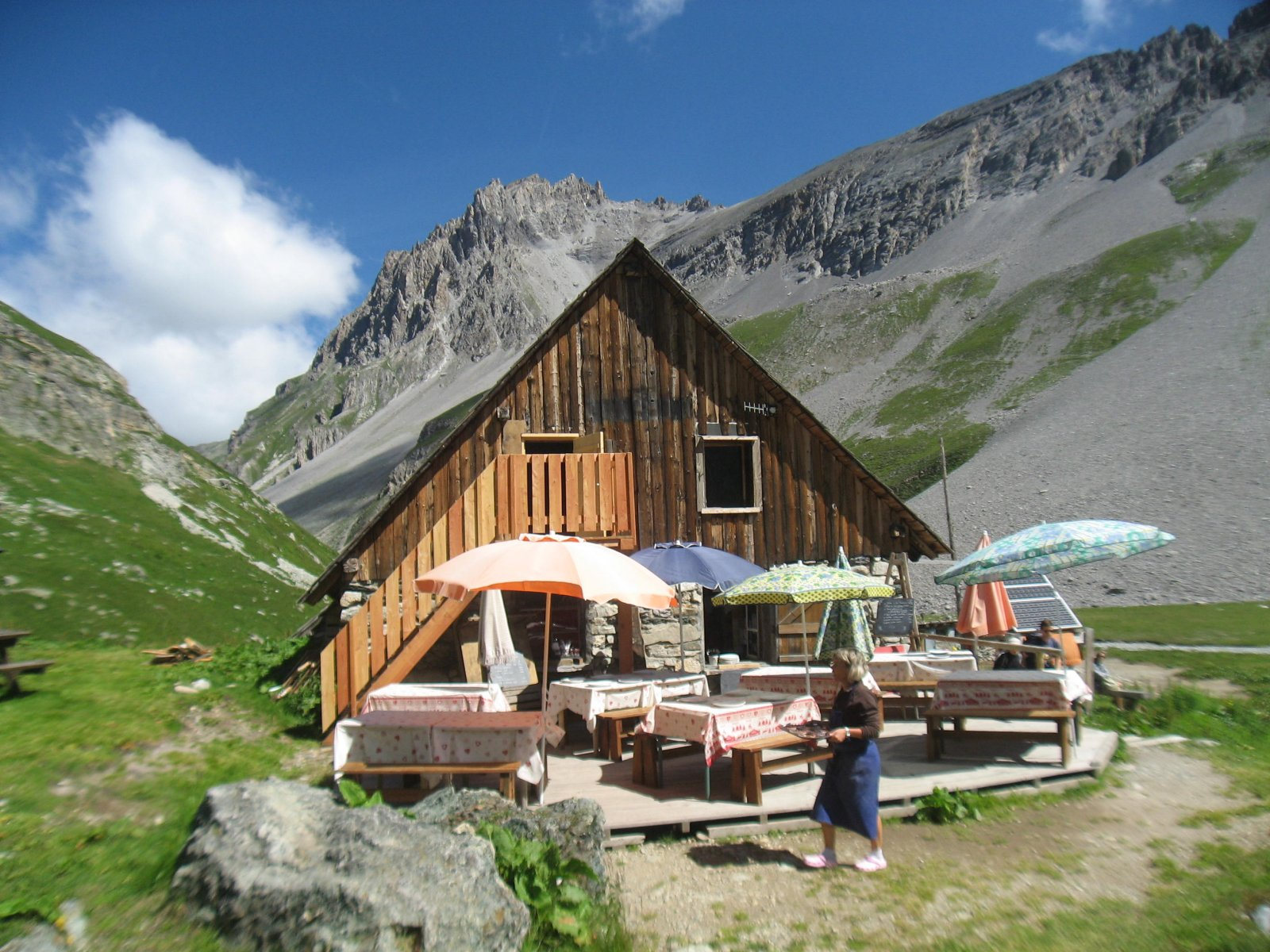
Le refuge du Saut.

Le site est considéré comme la centième réserve lors de sa création en 1990 (Décret n° 90-629 du 12 juillet 1990) dans le massif alpin afin de protéger une pinède.

## Écologie (biodiversité, intérêt écopaysager…)

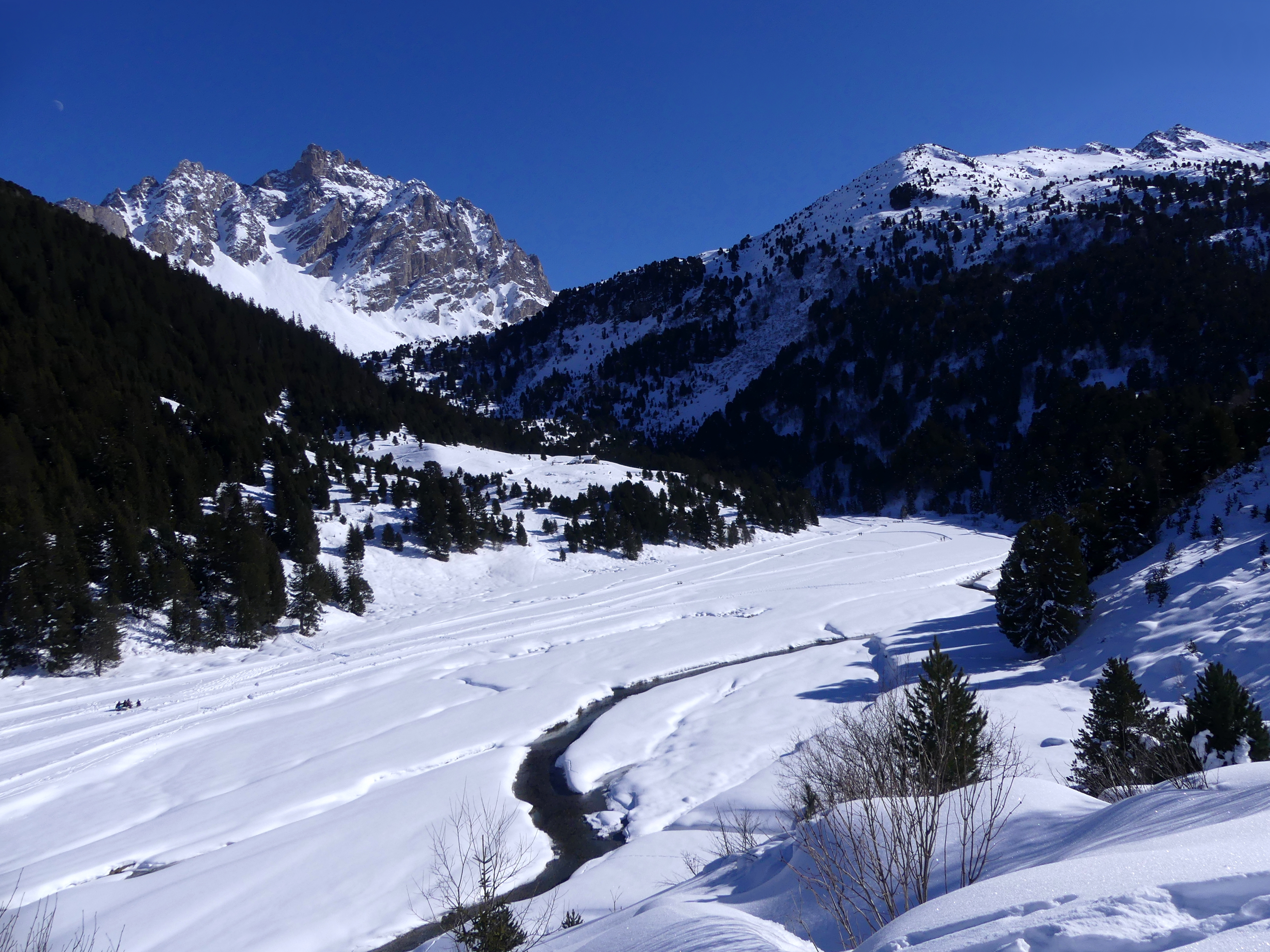
Le Plan de Tuéda et l'aiguille du Fruit en hiver.

## Intérêt touristique et pédagogique
Un sentier botanique balisé permet aux promeneurs de découvrir plus d'une centaine d'espèces de la flore alpine dont la Linnée boréale. Les chiens sont interdits dans la réserve naturelle comme dans le parc national (sauf aux abords immédiats du lac de Tuéda et à condition d'être tenus en laisse).

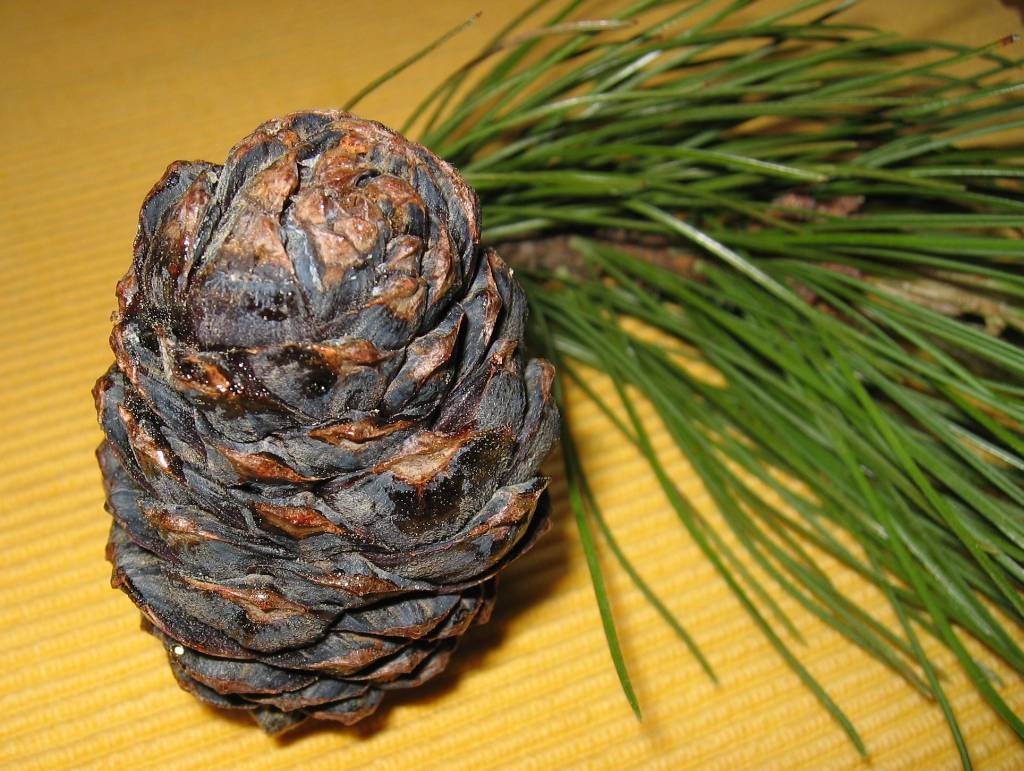
Aiguilles et cône de pin cembro.
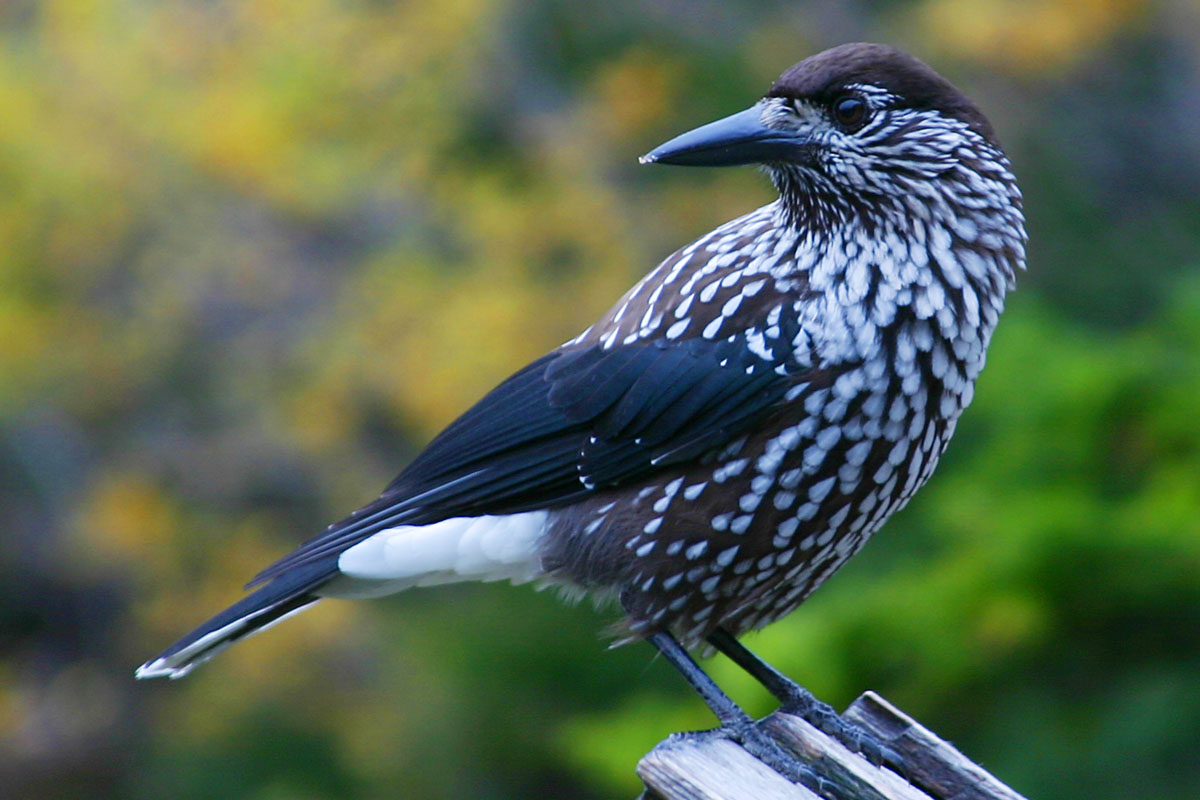
Cassenoix moucheté.
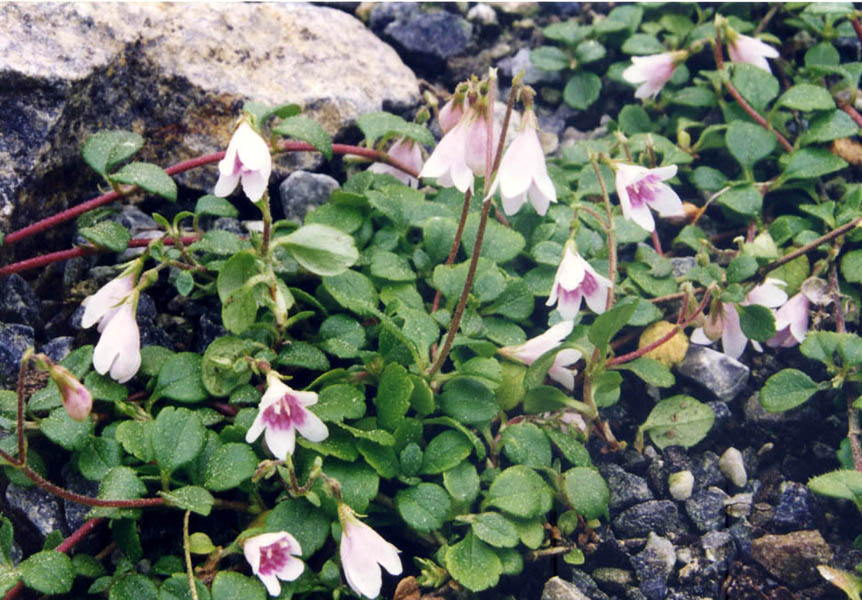
Linnée boréale.

## Administration, plan de gestion, règlement
La réserve naturelle est gérée par le Parc national de la Vanoise.

### Outils et statut juridique
La réserve naturelle est créée par un décret du 12 juillet 1990.